# Conseil des ministres
In Frankreich ist der Conseil des ministres (deutsch Ministerrat) das einzige in der Verfassung vorgesehene Kollegialorgan der Exekutive mit Regierungsfunktion. Dies ist Ausdruck der ‚beschränkten Kollegialität‘ (collégialité limitée). Ihm gehören die Minister an, aber auch Staatssekretäre. Der Ministerrat bildet zusammen mit dem Premierminister die Regierung.

## Vorsitz im Ministerrat
Der Vorsitz im Ministerrat liegt beim Präsidenten der Republik, bei dessen Verhinderung oder im Falle einer Stellvertretung beim Premierminister. Auf diese Weise ist der französische Premierminister nicht im Wortsinne Ministerpräsident.
Infolge der eigentümlichen Doppelköpfigkeit der französischen Regierung mit Präsident und Premier hat der französische Ministerrat keine Entsprechung in anderen parlamentarischen Systemen.
Falls die parlamentarische Mehrheit mit der Couleur des Präsidenten übereinstimmt, hat er die Oberhand und ist de facto Regierungschef, im entgegengesetzten Falle, der Cohabitation, leitet der Premierminister die Regierung.

## Verfahren
Die Sitzungen des Ministerrates finden für gewöhnlich Mittwoch mittags im Salon Murat des Élysée-Palastes statt. Im August hält der Ministerrat drei Wochen Ferien.
Es ist üblich, dass der Premierminister dem Präsidenten der Republik gegenübersitzt.
Traditionell hält der Außenminister einen kurzen Vortrag über das aktuelle internationale Geschehen. Danach erteilt der Präsident das Wort verschiedenen Ministern, deren Ressort nach der Tagesordnung oder den etwaig verfolgten Gesetzesvorhaben betroffen ist, und kann die Verhandlungen auf bestimmte Themen richten. Der Präsident unterzeichnet die im Ministerrat verhandelten Akte. Über die behandelten Themen wird ein Kommuniqué erstellt und vom zuständigen Minister kommentiert.